# Arquidiócesis de Ranchi
La arquidiócesis de Ranchi (en latín: Archidioecesis Ranchiensis y en inglés: Roman Catholic Archdiocese of Ranchi) es una circunscripción eclesiástica de la Iglesia católica en India. Se trata de una arquidiócesis latina, sede metropolitana de la provincia eclesiástica de Ranchi. Desde el 30 de diciembre de 2023 su arzobispo es Vincent Aind.

## Territorio y organización
La arquidiócesis tiene 5299 km² y extiende su jurisdicción sobre los fieles católicos de rito latino residentes en el estado de Jharkhand, en el distrito de Lohardaga y en la mayor parte del distrito de Ranchi.
La sede de la arquidiócesis se encuentra en la ciudad de Ranchi, en donde se halla la Catedral de Santa María. En Ulhatu, cerca de Ranchi, se halla la basílica menor de la Divina Maternidad de Nuestra Señora.
La arquidiócesis tiene como sufragáneas a las diócesis de: Daltonganj, Dumka, Gumla, Hazaribag, Jamshedpur, Khunti, Port Blair y Simdega.
En 2020 en la arquidiócesis existían 34 parroquias.

## Historia
La diócesis de Ranchi fue erigida el 25 de mayo de 1927 con la bula In omnes christiani del papa Pío XI, obteniendo el territorio de la arquidiócesis de Calcuta, de la que originalmente era sufragánea.
El 14 de junio de 1951 cedió una porción de su territorio para la erección de la diócesis de Sambalpur mediante la bula Novarum dioecesium del papa Pío XII.
El 13 de diciembre de 1951 cedió otra porción de su territorio para la erección de la diócesis de Raigarh-Ambikapur (hoy dividida en la diócesis de Raigarh y la diócesis de Ambikapur) mediante la bula Laetissimo sane del papa Pío XII.
El 19 de septiembre de 1953 fue elevada al rango de arquidiócesis metropolitana con la bula Mutant res del papa Pío XII.
El 11 de abril de 1960 adquirió el territorio correspondiente a las islas Andamán y Nicobar, que pertenecía a la arquidiócesis de Rangún (actualmente arquidiócesis de Yangón), en virtud del decreto Cum dominium de la Congregación de Propaganda Fide.
Posteriormente cedió otras porciones de territorio para la erección de:
- la diócesis de Daltonganj el 5 de junio de 1971 mediante la bula Supremi Ecclesiae del papa Pablo VI;[7]
- la diócesis de Port Blair el 22 de junio de 1984 mediante la bula Ex quo Christus del papa Juan Pablo II;[8]
- las diócesis de Gumla (mediante la bula Quo aptius)[9] y Simdega (mediante la bula Pro Nostro supremi)[10] el 28 de mayo de 1993 por el papa Juan Pablo II;
- la diócesis de Khunti el 1 de abril de 1995 mediante la bula Magnopere licuit del papa Juan Pablo II.[11]

## Estadísticas
Según el Anuario Pontificio 2021 la arquidiócesis tenía a fines de 2020 un total de 163 187 fieles bautizados.
| Año                                                                             | Población            | Población | Población      | Sacerdotes | Sacerdotes    | Sacerdotes    | Bautizados por sacerdote | Diáconos permanentes | Religiosos | Religiosos | Parroquias |
| Año                                                                             | Bautizados católicos | Total     | % de católicos | Total      | Clero secular | Clero regular | Bautizados por sacerdote | Diáconos permanentes | Varones    | Mujeres    | Parroquias |
| ------------------------------------------------------------------------------- | -------------------- | --------- | -------------- | ---------- | ------------- | ------------- | ------------------------ | -------------------- | ---------- | ---------- | ---------- |
| 1949                                                                            | 346 578              | 7 950 000 | 4.4            | 172        | 48            | 124           | 2014                     |                      | 124        | 234        | 50         |
| 1969                                                                            | 326 044              | 6 944 775 | 4.7            | 260        | 81            | 179           | 1254                     |                      | 385        | 628        | 62         |
| 1980                                                                            | 344 904              | 3 215 000 | 10.7           | 270        | 90            | 180           | 1277                     |                      | 438        | 862        | 66         |
| 1990                                                                            | 411 909              | 3 193 000 | 12.9           | 384        | 166           | 218           | 1072                     |                      | 369        | 834        | 93         |
| 1999                                                                            | 107 852              | 1 872 324 | 5.8            | 155        | 35            | 120           | 695                      |                      | 244        | 576        | 28         |
| 2000                                                                            | 110 921              | 1 872 324 | 5.9            | 178        | 35            | 143           | 623                      |                      | 306        | 565        | 28         |
| 2001                                                                            | 113 645              | 2 454 044 | 4.6            | 176        | 42            | 134           | 645                      |                      | 254        | 593        | 28         |
| 2002                                                                            | 114 683              | 2 517 372 | 4.6            | 170        | 42            | 128           | 674                      |                      | 219        | 714        | 30         |
| 2003                                                                            | 115 201              | 2 796 892 | 4.1            | 183        | 51            | 132           | 629                      |                      | 257        | 688        | 30         |
| 2004                                                                            | 116 758              | 2 863 996 | 4.1            | 174        | 45            | 129           | 671                      |                      | 254        | 724        | 31         |
| 2010                                                                            | 132 767              | 3 032 496 | 4.4            | 257        | 60            | 197           | 516                      |                      | 286        | 915        | 33         |
| 2014                                                                            | ?                    | 3 197 000 | ?              | 289        | 65            | 224           | ?                        |                      | 409        | 1127       | 34         |
| 2015                                                                            | 161 768              | 3 593 032 | 4.5            | 311        | 71            | 240           | 520                      |                      | 427        | 1177       | 34         |
| 2017                                                                            | 162 368              | 3 618 032 | 4.5            | 276        | 72            | 204           | 588                      |                      | 352        | 1017       | 34         |
| 2020                                                                            | 163 187              | 3 509 628 | 4.6            | 287        | 87            | 200           | 568                      |                      | 318        | 1024       | 34         |
| Fuente: Catholic-Hierarchy, que a su vez toma los datos del Anuario Pontificio. |                      |           |                |            |               |               |                          |                      |            |            |            |

## Episcopologio
- Louis Van Hoeck, S.I. † (15 de febrero de 1928-30 de abril de 1933 falleció)
- Oscar Sevrin, S.I. † (9 de abril de 1934-13 de diciembre de 1951 nombrado obispo de Raigarh-Ambikapur)
- Niclas Kujur, S.I. † (13 de diciembre de 1951-24 de julio de 1960 falleció)
- Pius Kerketta, S.I. † (7 de marzo de 1961-7 de agosto de 1985 retirado)
- Cardenal Telesphore Placidus Toppo (7 de agosto de 1985 por sucesión-24 de junio de 2018 retirado)
- Felix Toppo, S.I. (24 de junio de 2018-30 de diciembre de 2023; retirado)
- Vincent Aind, desde el 30 de diciembre de 2023